# Gonzalo García García
Gonzalo Manuel García García (Montevideo, 13 ottobre 1983) è un allenatore di calcio ed ex calciatore uruguaiano naturalizzato spagnolo, di ruolo centrocampista, tecnico dell'Hajduk Spalato.

## Biografia
Nato a Montevideo, Gonzalo si è trasferito in Spagna all'età di 14 anni, acquisendo la cittadinanza grazie all'origine galiziana dei suoi nonni.

## Caratteristiche tecniche
Giocava come trequartista.

## Carriera

### Giocatore

#### Club
Gonzalo ha fatto parte delle giovanili del Real Madrid senza tuttavia riuscire ad esordire in prima squadra. In Spagna non è mai andato oltre la Segunda División B, partecipandovi con Alcorcón, Mérida, Palencia e Compostela.
Nel 2005 si è trasferito in Olanda, nella seconda divisione con la maglia dell'AGOVV. Colleziona 16 reti in 35 presenze suscitando l'interesse dell'Heerenveen, club militante in Eredivisie, che lo acquista al termine della stagione.
Nelle successive due stagioni viene schierato di rado e nel gennaio 2008 viene ceduto in prestito all'Heracles Almelo dove, mettendo a segno 3 reti in 16 presenze, contribuisce ad evitare la retrocessione al club.
La stagione successiva firma per il Groningen. Dopo una prima stagione da protagonista con 4 reti in 28 presenze viene relegato in panchina e nel gennaio 2010 viene ceduto in prestito al VVV-Venlo.
Nel giugno 2011 lascia l'Olanda firmando per i ciprioti dell'AEK Larnaca. Trascorre le successive stagioni fra Cipro ed Israele, giocando per Maccabi Tel Aviv ed Anorthōsis.
Nel 2015 torna in Olanda firmando con l'Heracles Almelo. Al termine della stagione colleziona 8 presenze.
Rimasto svincolato, firma per il Compostela nel novembre del 2016. Al termine della stagione dà l'addio al calcio giocato.

#### Nazionale
Ha giocato per la nazionale Under-17 spagnola insieme a giocatori del calibro di Iniesta, Reyes e Fernando Torres.

### Allenatore
Dopo essere stato per un anno, tra il 2017 e il 2018, allenatore in seconda dell'Esbjerg, nel 2018 diventa vice allenatore del Twente e il 16 maggio 2019, con la squadra promossa in Eredivisie, viene scelto come primo allenatore della squadra olandese, al posto di Marino Pušić. Nella massima serie il club olandese si piazza al quattordicesimo posto prima della sospensione causa emergenza COVID-19 e il 19 giugno 2020 García viene sostituito da Ron Jans. 
L'11 giugno 2021 diventa il nuovo allenatore dell'Istria 1961. Il 6 giugno 2023, dopo 76 partite (21 vittorie, 22 pareggi e 33 sconfitte) alla guida dei Zeleno-žuti, lascia l'incarico rescindendo consensualmente il contratto con il club.
Dopo quasi un anno di inattività, il 21 maggio 2024 viene annunciato come nuovo tecnico dell'Arouca, club militante nella massima serie portoghese. Il 28 ottobre 2024 risolve consensualmente il suo contratto con la squadra portoghese, dopo aver ottenuto solo 3 vittorie in 10 partite tra campionato e coppa nazionale.

#### Hajduk Spalato
Il 13 giugno 2025 viene ufficializzato il suo ingaggio da parte dell'Hajduk Spalato, con cui firma un contratto valido fino all'estate del 2028.

## Palmarès

### Giocatore
- Campionato israeliano: 1

Maccabi Tel Aviv: 2012-2013